# Дан-Ёган
Дан-Ёган — река в России, протекает по Надымскому району Ямало-Ненецкого автономного округа. Длина реки составляет 13 км.
Начинается в болотах. Течёт в северо-западном направлении через заболоченный сосново-берёзовый лес между болотными массивами. Устье реки находится в 5 км по правому берегу реки Тинъёган на высоте 96,9 метра над уровнем моря.

## Данные водного реестра
По данным государственного водного реестра России относится к Нижнеобскому бассейновому округу, водохозяйственный участок реки — Надым. Речной бассейн реки — Надым.
Код объекта в государственном водном реестре — 15030000112115300047729.